# Будденброки
«Будденброки. Занепад однієї родини» (нім. Buddenbrooks: Verfall einer Familie) — роман, написаний Томасом Манном, розпочатий в жовтні 1896 року і закінчений 18 липня 1900 року. У романі описується життя і занепад чотирьох поколінь відомої та заможної родини торговців з Любека. Основою швидше за все послужила історія власної сім'ї Манна. За цей роман Манн був удостоєний Нобелівської премії з літератури в 1929 році.

## Дійові особи
- Старий Йоганн Будденброк — розбагатів на поставках зерна прусської армії, був одружений з фрау Жозефіні, від шлюбу з якою був народжений син Готхольд; від другого шлюбу з Антуанеттою Дюшан був народжений Жан Будденброк.
- Консул Жан (Йоганн) Будденброк — молодший син старого Будденброка, успішний продовжувач справ сімейної компанії, був одружений з Елізабет Крегер.
- Сенатор Томас Будденброк — старший син консула Будденброка
- Тоні (Антонія) Перманедер (до шлюбу Будденброк, в першому шлюбі Грюнліх) — старша дочка консула Будденброка
- Християн Будденброк — молодший син консула Будденброка
- Герда Будденброк (до шлюбу Арнольдсен) — дружина сенатора Будденброка
- Ганно (Юстус Йоганн Каспар) Будденброк — останній представник роду, син сенатора Будденброка і Герди Арнольдсен, тендітний і хворобливий юнак, закоханий у музику й одержимий тягою до мистецтва.
- Елізабет Будденброк (до шлюбу Крегер) — дружина консула Будденброка
- Клара Тибуртиус (до шлюбу Будденброк) — молодша дочка консула Будденброка
- Готхольд Будденброк — старший син старого Іоганна Будденброка
- Клотільда Будденброк — бідна родичка сім'ї Будденброків
- Бендікс Грюнліх — гамбурзький торговець-пройдисвіт, був одружений з Тоні Будденброк і внаслідок махінацій збанкрутував.
- Алоїз Перманедер — уродженець Мюнхена, другий чоловік Тоні Будденброк.
- Іда Юнгман — економка і вихователька двох поколінь сім'ї Будденброків.
- Зеземи (Тереза) Вейхбродт — власниця пансіону, в якому навчалися доньки сім'ї Будденброків.
- Еріка Вейншенк (до шлюбу Грюнліх) — дочка Тоні Будденброк від першого шлюбу з Бендиксом Грюнліхом.

## Переклад українською
- Томас Манн. «Будденброки» укр. переклад Євгена Поповича, Київ: Дніпро, 1973.
- Томас Манн. «Будденброки»  — Thomas Mann. Buddenbrooks: Verfall einer Familie — (укр. переклад Євгена Поповича, Лабораторія, 2024). Доповнений передмовою українського письменника і літературознавця Тимофія Гавриліва[9].

## Екранізації
- Будденброки[de] (2008, Німеччина). Реж. — Генріх Брелер.
- Будденброки[de] (1979, Німеччина, 11-серійний міні-серіал). Режисер — Франц Петер Вірт[de].
- Будденброки (1972, СРСР). Реж. — Олександр Орлов.
- Будденброки (1971, Італія, 7-серійний міні-серіал). Реж. — Едмо Фенольо.
- Будденброки (1974, Словаччина). Реж. Відо Хорняк.
- Будденброки[de] (1959, Німеччина). Реж. — Альфред Вайденманн.
- Будденброки[de] (1923, Німеччина). Реж. — Герхард Лампрехт.